# Resolutie 730 Veiligheidsraad Verenigde Naties
Resolutie 730 van de Veiligheidsraad van de Verenigde Naties werd unaniem aangenomen op 16 januari 1992. De resolutie beëindigde de ONUCA-waarnemingsoperatie in Centraal-Amerika.

## Achtergrond
Begin jaren 1980 waren de landen Nicaragua, Honduras en ook El Salvador in conflict met elkaar. In Nicaragua voerden allerlei groeperingen een gewapende strijd tegen de overheid. Die groeperingen werden heimelijk gesteund door de Verenigde Staten. Die laatsten gingen ook een overeenkomst aan met Honduras tegen communistische bewegingen in Nicaragua en El-Salvador.
Colombia, Mexico, Panama en Venezuela lanceerden toen de Contadora-groep, een initiatief om de conflicten in Centraal-Amerika te bezweren. Begin 1989 tekenden vijf Centraal-Amerikaanse presidenten, die van Costa Rica, El Salvador, Guatemala, Honduras en Nicaragua een overeenkomst waarin ze democratisering, een staakt-het-vuren en vrije verkiezingen beloofden.
Ze vroegen ook een waarnemingsmacht aan de Verenigde Naties om toe te zien op de uitvoering van de overeenkomst. Die macht, ONUCA, controleerde of de steun aan rebellengroepen was opgedroogd en of de landen nog toelieten dat vanuit hun grondgebied andere landen werden aangevallen. ONUCA bleef actief tot januari 1992.

## Inhoud
De Veiligheidsraad:
- herinnert aan resolutie 719;
- herinnert ook aan resolutie 729;

1. keurt het rapport van secretaris-generaal Boutros Boutros-Ghali goed;
2. besluit om op zijn aanbevelen het mandaat van de ONUCA-waarnemingsgroep in Centraal-Amerika te beëindigen met ingang op 17 januari 1992.

## Verwante resoluties
- Resolutie 719 Veiligheidsraad Verenigde Naties (1991)
- Resolutie 729 Veiligheidsraad Verenigde Naties
- Resolutie 784 Veiligheidsraad Verenigde Naties
- Resolutie 791 Veiligheidsraad Verenigde Naties

Lijst ·  726 ·  727 ·  728 ·  729 ·  730 ·  731 ·  732 ·  733 ·  734 ·  735 ·  736 ·  737 ·  738 ·  739 ·  740 ·  741 ·  742 ·  743 ·  744 ·  745 ·  746 ·  747 ·  748 ·  749 ·  750 ·  751 ·  752 ·  753 ·  754 ·  755 ·  756 ·  757 ·  758 ·  759 ·  760 ·  761 ·  762 ·  763 ·  764 ·  765 ·  766 ·  767 ·  768 ·  769 ·  770 ·  771 ·  772 ·  773 ·  774 ·  775 ·  776 ·  777 ·  778 ·  779 ·  780 ·  781 ·  782 ·  783 ·  784 ·  785 ·  786 ·  787 ·  788 ·  789 ·  790 ·  791 ·  792 ·  793 ·  794 ·  795 ·  796 ·  797 ·  798 ·  799